# Okręty szkolne typu Al Doha
Okręty szkolne typu Al Doha – typ dwóch okrętów szkolnych marynarki wojennej Kataru.
Okręty zostały zamówione w tureckiej stoczni Anadolu Shipyard w marcu 2018 roku. 
Pierwszy z nich, „Al Doha”, o numerze burtowym QTS 91 został zwodowany 9 października 2020 roku, drugi, „Al Shamal” (QTS 92), 24 grudnia 2020 roku. Wcielono je do służby odpowiednio w sierpniu 2021 roku i 25 lutego 2022 roku.

## Przeznaczenie
Okręty mają służyć do szkolenia kadetów w nawigacji, taktyce oraz użyciu uzbrojenia. Szkolenie ułatwia wyposażenie okrętów w dodatkowy mostek nawigacyjny. Oprócz zadań szkoleniowych, okręty te mogą pełnić służbę patrolową, walczyć z pożarami i zapewniać pomoc medyczną.

## Dane taktyczno-techniczne
Okręty o długości całkowitej 89,6 m i szerokości 14,2 m mają wyporność 2150 ton. Napędem głównym są 2 silniki Diesla o mocy 5460 kW każdy, obracające 2 śruby nastawne. Okręty wyposażone są w ster strumieniowy. Prędkość maksymalna wynosi 22 węzły, a ekonomiczna 15 węzłów. Zasięg przy prędkości ekonomicznej to 2 tysiące mil morskich. Autonomiczność okrętów wynosi 15 dni.
Na rufie znajduje się lądowisko dla śmigłowców. 
Załoga okrętu liczy 66 osób, dodatkowo zaokrętować można 76 kadetów oraz 8 instruktorów.

### Uzbrojenie
Uzbrojenie okrętów stanowią: 1 stabilizowana armata Leonardo Marlin kal. 30 mm, 2 karabiny maszynowe kal. 12,7 mm.